# П
П, п (звучание названия: пэ) — буква всех славянских кириллических алфавитов (16-я в болгарском, 17-я в русском и белорусском, 19-я в сербском, 20-я в македонском и украинском), используется также в алфавитах некоторых неславянских языков: монгольского, казахского, таджикского, абхазского и многих  языков народностей России. В старо- и церковнославянской азбуках носит название «покои» (ст.-сл.) или «поко́й» (ц.-сл.), что означает «мир, покой, спокойствие, отдых», а также «кончина». В кириллице обычно считается 17-й по порядку, выглядит как  и имеет числовое значение 80. В глаголице по счёту 18-я, имеет вид  и числовое значение 90. Происхождение кириллической буквы — греческое пи (Π, π), глаголическую возводят либо также к греческой курсивной π, либо к семитской «пе» (ף).
При введении гражданского шрифта для буквы П было первоначально установлено начертание в форме латинского строчного n (в том числе и для прописной буквы), но вскоре было возвращено (и стало единственно возможным) и традиционное с прямоугольным верхом, а n-образное осталось лишь для рукописных и художественных шрифтов. В типографском курсиве приблизительно с середины XVIII по середину XIX века для строчной п использовалось начертание с квадратным верхом и J-образной левой ножкой, которое нынешний читатель может принять за л (а современники не путали, так как тогда буква Л была только Λ-образной, а не с квадратным верхом, как сейчас).
В рукописных шрифтах и в типографском курсиве строчная п традиционно выглядит различно у русских и сербов: у первых она n-образная, а у вторых выглядит как надчёркнутое u.
В русском произношении буква П означает глухой твёрдый звук [п] и мягкий [п'] (перед е, ё, и, ю, я и ь).

## Таблица кодов
| Кодировка    | Регистр   | Десятичный код | Шестнадцатеричный код | Восьмеричный код | Двоичный код      |
| ------------ | --------- | -------------- | --------------------- | ---------------- | ----------------- |
| Юникод       | Прописная | 1055           | 041F                  | 002037           | 00000100 00011111 |
| Юникод       | Строчная  | 1087           | 043F                  | 002077           | 00000100 00111111 |
| ISO 8859-5   | Прописная | 191            | BF                    | 277              | 10111111          |
| ISO 8859-5   | Строчная  | 223            | DF                    | 337              | 11011111          |
| КОИ-8        | Прописная | 240            | F0                    | 360              | 11110000          |
| КОИ-8        | Строчная  | 208            | D0                    | 320              | 11010000          |
| Windows-1251 | Прописная | 207            | CF                    | 317              | 11001111          |
| Windows-1251 | Строчная  | 239            | EF                    | 357              | 11101111          |

В HTML прописную букву П можно записать как &#1055; или &#x41F;, а строчную п — как &#1087; или &#x43F;.